# Ioan Missir
Ioan Missir (n. 17 februarie 1890, West Hoboken⁠(d), New Jersey, SUA – d. 30 noiembrie 1945, Botoșani, România) a fost un avocat, scriitor și om politic român de origine armeană pe linie paternă. A fost ultimul primar al municipiului Botoșani înainte de instalarea comunismului.

## Biografie
Bogdan Missir, tatăl său, provenea dintr-o cunoscută familie cu origini armenești, din care făcea parte și junimistul Petru Th. Missir. Acesta s-a căsătorit cu profesoara elvețiană Cécile Marchand, nativă din Fribourg, și au emigrat în Statele Unite ale Americii. Situat în Comitatul Hudson, New Jersey, a devenit fermier; Ioan a fost cel de-al doilea dintre cei patru copii și s-a născut în West Haboken, New Jersey (acum parte a orașului Union). Succesul modest al întreprinderii, la care s-a asociat, probabil, și dorul de locul natal, a făcut ca familia să ia drumul înapoi, revenind acasă, la Botoșani, în 1894.

## În istoria literară
Missir a scris romanul de război Fata moartă, care l-a consacrat imediat după lansare la începutul verii anului 1937. Acesta a fost elogiat de către criticii literari, având mai multe ediții (cinci în primii opt ani, alte două peste câteva decenii).
A fost premiat de către Societatea Scriitorilor Români (în 1938) și de către Academia Română (sesiunea 1937-1938). El a fost primit în Societatea Scriitorilor Români cu derogare de la statut.
Ioan Missir a mărturisit într-un interviu că „a mai scris o carte, în care se oglindesc evenimentele ce au frământat ultimii doi ani țara noastră: pierderea Basarabiei și Bucovinei, starea alarmantă produsă de acest dureros eveniment, evacuarea și neliniștea populației”. Apariția acesteia era prevăzută pentru „atunci cînd va fi momentul”. Manuscrisul pare să se fi pierdut, această pierdere fiind posibilă în condițiile trecerii printr-un refugiu.

## Distincții
- Crucea „Meritul Sanitar” cl. I (9 mai 1942) pentru „devotament și abnegație în opera de îngrijire a răniților de războiu, aducând și importante contribuțiuni de ordin moral și material în greaua misiune de organizarea și întreținere a spitalelor de răniți”[4]